# Camille Depuiset
Camille Depuiset, född 19 oktober 1998 i Dijon, är en fransk handbollsmålvakt. Hon spelar för Metz HB och det franska landslaget.

## Karriär

### Klubblag
Camille Depuis bodde på ungdomscentret i Dijon, då hon anslöt sig till Toulon Saint-Cyr Var HB och deras träningscenter sommaren 2015. Hon debuterade i första divisionen säsongen 2016-2017 efter en skada på Alexandra Bettacchini. Under sin första säsong i högsta franska damligan spelade Camille Depuis 18 matcher och gjorde 72 räddningar. 2019, när hon var tredje målvakt i Toulons trupp, gick hon med i Bourg-de-Péage Drôme HB. Hon spelar sedan 2022  för Metz HB. Med Metz vann hon det franska mästerskapet 2023 och 2024 och den franska cupen 2023 och 2024. I september 2018 blev hon utsedd av EHF, som en av de 20 mest lovande talangerna i framtidens handboll. 2022 markerade en vändpunkt i hennes spelarkarriär. I januari skrev hon på för Metz HB.  I oktober 2022 blev hon för första gången uttagen i Frankrikes A-lag.

### Landslag
Sommaren 2017 blev hon uttagen till Frankrikes juniorlandslag för att spela U-19 EM i Slovenien. Det franska laget vann tävlingen genom att besegra Ryssland i finalen med 31-26. Med seniorlandslaget deltog Camille Depuis i EM 2022 och slutade på 4:e plats efter att ha förlorat mot Montenegro i matchen om 3:e plats. Hon spelade dock bara en match i turneringen. Hon vann också VM 2023 med Frankrike men spelade återigen bara en match i turneringen.

### Meriter i klubblag
- Franska mästerskapet 2023 och 2024  med Metz HB
- Franska cupen 2023 och 2024  med Metz HB